# Noaptea fricii 2 (film din 2013)
Noaptea fricii 2  (în engleză Fright Night 2: New Blood) este un film de groază american din 2013 regizat de Eduardo Rodríguez, scris de Matt Venne și distribuit de 20th Century Fox Home Entertainment. Rolurile principale au fost interpretate de actorii Will Payne, Jaime Murray, Sean Power și Sacha Parkinson.
Niciunul dintre actorii din filmul anterior nu își reia rolurile, iar intriga este similară cu ambele filme, Fright Night (Noaptea groazei, 1985) și Fright Night (Noapte de groază, 2011). Filmarea principală a durat puțin peste o lună, în noiembrie-decembrie 2012, și a avut loc în România.

## Distribuție
- Jaime Murray – Elizabeth Báthory / Gerri Dandridge
- Will Payne – Charley Brewster
- Sacha Parkinson – Amy Peterson
- Chris Waller – "Evil" Ed Bates
- Sean Power – Peter Vincent
- Alina Mânzu – Shayla Sunshine
- Costică Bărbulescu – Inspectorul Constantin
- Roxana Gârleanu Lupu – Asistenta lui Peter
- Marius Chivu
- Mihai Verbițchi
- Bănică Gheorghe
- Nicolae Lupu
- Ian Fisher
- Andreea Mihalașcu
- Călin Andrei Răzvan – Huffer
- Deliu Ionuț
- Joelle Coutinho
- Ana Maria Saragia
- Adi Hostiuc – Dragomir
- Carmen Popa
- Anastasia Pirogova
- Cătălin Banghea
- John-Christian Bateman – Chaperone
- Costinel Lenghel